# 線腕烏賊
線腕烏賊（学名：[Sepia filibrachia] 错误：{{Lang}}：文本有斜体标记（帮助））为烏賊科烏賊屬下的一个种。

## 扩展阅读
- 維基物種上的相關：線腕烏賊